# Şivan Perwer
İsmail Aygün, mer känd under artistnamnet Şivan Perwer, född 23 december 1955 i Siverek, Turkiet, är en kurdisk poet, sångförfattare och artist. Şivan Perwer spelar ett lutliknande instrument kallat tembûr och har givit ut mer än tjugofem album. Han har även deltagit i flera musikvideor och dokumentärfilmer och har publicerat flera böcker.
1976 tvingades Şivan lämna Turkiet och gå i landsflykt på grund av de politiska tonerna i hans musik och har sedan dess levt i exil i Tyskland. Anledningen till flykten var att han kände sig hotad till livet i Turkiet och att de turkiska myndigheterna ville ställa honom inför rätta. Efter 37 år i exil kunde han 2013 återigen resa till Turkiet. 
Şivans sånger har i många år varit förbjudna i Irak, Syrien och Turkiet på grund av att de sjöngs på kurdiska och ofta beskrev förtrycket mot det kurdiska folket.

## Diskografi

### Album
- 1975 – Govenda Azadîxwazan
- 1976 – Hevalê Bar Giranim
- 1977 – Herne Peş
- 1978 – Ey Ferat
- 1979 – Kîne Em
- 1980 – Hay Dil
- 1981 – Gelê Min Rabe
- 1982 – Agirî
- 1983 – Bilbilo / Ferzê
- 1985 – Dotmam
- 1986 – Lê Dîlberê
- 1988 – Helebçe
- 1991 – Xewna Min / Qasimlo
- 1992 – Zembîlfiroş
- 1995 – Ya Star
- 1996 – Nazê
- 1999 – Hevîya Te
- 2000 – Roj û Heyv
- 2001 – Sarê
- 2002 – Helbestên Bijartî Yên 1 / Kirîvê
- 2003 – Helbestên Bijartî Yên 2 / Klasîk
- 2004 – Helbestên Bijartî Yên 3
- 2004 – Min Berîya Te Kirîye
- 2005 – Dîvan
- 2011 – Destana Rojava
- 2013 – Şivanname/Gazind